# Fridiburga
Fridiburga, filha de Gunzo ou Kunzo, um duque germânico, foi, segundo uma lenda, uma jovem prometida em noivado a Sigeberto, rei da Austrásia, e que estava sofrendo de possessão demoníaca. São Galo expulsou este demônio, e ela se tornou uma freira, em Metz. Sigeberto, em vez de ficar ficar ofendido, aprovou seu gesto, e enviou presentes a Galo, que os distribuiu entre os pobres de Arbona.
Segundo John Lanigan, citando Mabillon e Valério, esta lenda contém problemas, e deve ser rejeitada como falsa. Sigeberto é citado como o filho de Teodorico, mas este era apenas um menino quando se tornou rei, em 613, e foi logo morto por Clotário II. Sigeberto também não poderia ser Sigeberto III, feito rei da Austrásia por seu pai Dagoberto em 632, quando tinha quase dois anos de idade, pois ele seria muito jovem para se tornar noivo durante a vida de São Galo. Uma possibilidade, rejeitada por Lanigan, é que Sigeberto seria um rei dos anglos orientais, que viveram na França por volta do início do século VII, mas neste caso a narrativa não se encaixa.